# Valiant (Rebsorte)
Die rote Rebsorte Valiant stammt aus den Vereinigten Staaten. Ron M. Peterson kreuzte sie im Jahr 1967 an der South Dakota Agricultural Experiment Station der South Dakota State University in Brookings (South Dakota). Er nutzte dabei die Sorten Fredonia und South Dakota 62-8-58. Die Experimentalsorte South Dakota 62-8-58 ist ein Sämling von Vitis riparia, der bei Culbertson in Montana gefunden wurde. Die Hybridrebe Valiant ist eine Mischung von Vitis labrusca, Vitis riparia und Vitis vinifera. Valiant wurde im Jahr 1972 selektiert und ab 1982 für den Versuchsanbau freigegeben. Seit 1997 ist sie für die Anbau freigegeben. Aufgrund ihrer extremen Winterhärte wird die Rebsorte in den US-Staaten Minnesota, Iowa, South Dakota, North Dakota, Wyoming, Michigan und Missouri angebaut.
Im Jahr 2016 betrug die erhobene Rebfläche 11 Hektar.

## Ampelographische Sortenmerkmale
- Die Rebsorte ist stark wüchsig und ertragsreich. Die Erntemenge sollte daher stark eingeschränkt werden.
- Die sehr kleinen Trauben sind dichtbeerig aufgebaut. Die saftigen, kleinen Beeren sind von blau-schwarzer Farbe. Der Wein verfügt über einen ausgeprägten Fox-Ton. Die Beeren werden daher häufig zu Saft, Marmelade und Gelee verarbeitet. Der Wein dient häufig als Verschnittpartner oder wird selten als leichter, frischer Roséwein angeboten.

Die frühreifende Rebe ist anfällig gegen den Echten Mehltau der Weinrebe, den Falschen Mehltau der Weinrebe und die Schwarzfäule. Valiant ist extrem winterhart. In Kanada (Manitoba) überstand sie Temperaturen von −45,5 °C.

## Synonyme
South Dakota 72S15, South Dakota NF7-121, South Dakota SD7-121